# La bruja (zarzuela)
La bruja es una zarzuela compuesta por Ruperto Chapí, con libreto en español de Miguel Ramos Carrión. Hay una cierta polémica en la cual se comenta que el tercer acto se debe a Vital Aza. Se estrenó en Madrid en el Teatro de la Zarzuela el 10 de diciembre de 1887.
Calificada por su autor como zarzuela grande, su lenguaje es mucho más operístico que las propias óperas del autor, con una partitura extensa y escasos diálogos hablados. Destacan el magnífico preludio, la sobresaliente instrumentación de los fragmentos folclóricos (como el pasacalle y la jota), así como el talento del autor para el drama y la trama teatral (el complejo dúo de los protagonistas en el segundo acto).
Esta obra rara vez se representa en la actualidad; en las estadísticas de Operabase aparece con solo 4 representaciones en el período 2005-2010.

## Argumento
La acción se desarrolla en el valle del Roncal y Pamplona, a finales del reinado de Carlos II.

### Acto primero

#### Cuadro primero
En la cocina de la casa de Leonardo; Tomillo, Magdalena y Rosalía comentan la existencia de una bruja en la comarca. Unos creen, otros dudan y todos escuchan el relato de Tomillo que afirma haber ayudado a la mujer a cruzar el río, acción por la cual recibió un doblón de oro que enseña a los presentes. Magdalena, sabedora del interés recíproco de Tomillo y Rosalía, indica al mozo que autorizará la boda cuando él consiga cien monedas como la que acaba de mostrar.
Quedan solos Leonardo y Tomillo y el hidalgo se sincera con el mozo: está desconsolado porque se ha enamorado de una joven a la que vio bañándose en el río, pero a la que no ha podido acercarse; la bruja le ha asegurado que será su esposa. Leonardo sabe que tocando tres veces un cuerno de caza, la bruja se hace visible dispuesta a socorrer a quien le necesite. Tomillo hace sonar el instrumento y recibe de la bruja el dinero que precisa. Al mismo tiempo, la anciana cuenta su historia a Leonardo: es una joven encantada que solo podrá recuperar su apariencia anterior cuando un hombre consiga para ella fama y fortuna. Leonardo promete ser él quien la libere del hechizo. La boda de Tomillo y Rosalía se celebra y durante la fiesta Leonardo anuncia su partida hacia Italia.

### Acto segundo

#### Cuadro segundo
Ha pasado el tiempo. En la plaza del pueblo, se celebran las fiestas del pueblo, con la llegada de los pelotaris. Tomillo y Rosalia son ahora un feliz matrimonio, próspero gracias a la ayuda de la bruja y han tenido muchos hijos, que han llevado a presentar a la virgen.
Durante las fiesta, llega Leonardo, convertido en capitán de los Tercios de Italia, se encuentra con Tomillo y Rosalía, les anuncia que va en busca de la bruja para librarla del hechizo. Al pueblo llega el Inquisidor que se propone prender a la bruja. Leonardo corre a avisar a Blanca.

#### Cuadro tercero
Ante la explanada de un castillo abandonado, llega Leonardo, toca su cuerno para llamar a la bruja. Se presenta y le cuenta sobre la llegada de la inquisición para prenderla, ésta, en lugar de huir, tranquiliza a Leonardo, convenciéndole de que ella misma será capaz de defenderse. 
Cuando llega el Inquisidor, la bruja aparece radiante de belleza y esplendor, presentándose como Blanca de Acevedo, hija del dueño del castillo; a pesar de lo cual se entrega a la justicia.

### Acto tercero

#### Cuadro cuarto
En una sala baja, en la ciudadela de Pamplona, Los soldados se encuentran bebiendo y riendo. Doña Blanca ha sido recluida en un convento en espera de que un sacerdote “le saque los demonios del cuerpo”. 

#### Cuadro quinto
En el claustro del convento, las educandas y las monjas rezan, esperando la llegada del padre para realizar el exorcismo a Doña Blanca, comentando sobre los demonios que puede atraer. El exorcista llega –no es otro que Leonardo– con tres ayudantes –Tomillo, Rosalía y Magdalena–. Los cuatro preparan la fuga de la joven ante la sorpresa y estupor de las monjas del convento.
La obra termina con la noticia de la muerte de Carlos II “El Hechizado”, con lo que las supersticiones comenzarán a desaparecer de España. Eso, al menos, afirma Leonardo.

## Números musicales
- Preludio
- Acto primero
- Cuadro primero
  - Coro de Hilanderas: "Al amor de la lumbre"
  - Escena: "Basta de Vino y juego"
  - Romance morisco: "Pues señor este era un rey"
  - Escena, el Toque de queda: "La triste queda ya sonó"
  - Terceto de Tomillo, Rosalia y Magdalena: "¡Chito que ya mi madre da cabezadas!"
  - Canción de Leonardo: "Noche oscura que me amedrentas"
  - Racconto de Leonardo: "En una noche Plácida"
  - Cuarteto Tomillo, Rosalía, Leonardo y la Bruja: "¡Oh, ya está aquí!"
  - Duo de Leonardo y la Bruja: "Así, así te quiero yo"
  - Pasacalle: "Señá Magdalena"
  - Escena: "No esteis en la calle"
  - Jota y Final del Acto primero: "No estrañéis que se escapan"
- Acto segundo
- Cuadro segundo
  - Escena y Racconto de Tomillo: " Allí viene Tomillo"
  - Escena y coro: "Ya presentó la Virgen"
  - Coro de pelotaris: "En la plaza ya la gente grita"
  - Arieta de Leonardo: "Todo esta igual"
  - Escena y Zortzico: "Al cabo los del pueblo salieron vencedores"
  - Coro: "Marchemos todos sin mas dilación"
- Cuadro tercero
  - Dúo de Blanca y Leandro: "!Al fin llegué!"
  - Fin del Acto II: "Ese rumor, silencio."
- Acto tercero
- Cuadro cuarto
  - Brindis: "En tanto que la guerra nos deja descansar"
  - Rataplan: "Retírase el soldado"
- Cuadro quinto
  - Coro de educandas: "Et nenos in ducas tentationem"
  - Duo de Leonardo y la Bruja con coro: "!Aquí está el padre exorcizador"
  - Escena: "Inquieto late el pecho mío"
  - Terceto de las brujas: "¡La campana ha sonado!"
  - Final de la Obra

## Discografía
Se trata de una partitura escasamente grabada.
- Federico Moreno Torroba, 1956 (Philips) / Cantan Consuelo Rubio, María Dolores Ripollés, Miguel Sierra, Tino Pardo, Salvador Castelló y Ramón Alonso. Recoge solo el preludio, el romance morisco, el dúo de Leonardo y la bruja y la jota y coro del primer acto.

- Benito Lauret, 1960 (Columbia), 2 CD / Orquesta Nacional de España y Orfeón Donostiarra. Cantan Teresa Berganza, Alfredo Kraus, Carlos Munguía, Dolores Cava, José María Maiza y María del Carmen López Parral. Registro importante por el nivel de los solistas, la prestación coral y orquestal y la nitidez de la toma sonora. No obstante, presenta cortes en los tres actos. En el primero suprime las breves escena del toque de la queda y canción de Leonardo. En el segundo recorta algunos compases al comienzo y en el zortziko, la intervención inicial del coro en el Marchemos todos sin más dilación y también algunos compases del coro al final del acto, previos a la intervención del inquisidor. En el tercero suprime el Rataplán y el Coro de educandas, y el último cuadro presenta algún recorte.

- Miguel Roa, 2011 (DG), 2 CD / Real Orquesta Sinfónica de Sevilla y Coro del Teatro de la Maestranza de Sevilla. Cantan Nancy Fabiola Herrera, José Bros, Susana Cordón, Julio Morales, Marta Moreno, Javier Roldán y Fernando Latorre. Interpretativamente no supera el nivel de la grabación de Lauret, pero tiene el aliciente de ser una versión casi integral (los números aparecen completos y solo suprime el Rataplán, aunque sí interpreta brevemente su tema previamente al Coro de educandas). Además, es una grabación digital que beneficia a los detalles orquestales.